# Colletes seminitens
Colletes seminitens är en biart som beskrevs av Cockerell 1919. Colletes seminitens ingår i släktet sidenbin, och familjen korttungebin. Inga underarter finns listade i Catalogue of Life.